# MIKES
Mätteknikcentralen MIKES  är Finlands nationella metrologiinstitut. MIKES forskar inom metrologi, det vill säga mätvetenskap. Överdirektör är sedan 2001 Timo Hirvi.
MIKES kunder består av såväl finska som internationella företag samt den offentliga sektorn. Andra nationella metrologiinstitut är bland annat PTB i Tyskland, NPL i Storbritannien, NMIJ i Japan och NIST i USA. MIKES lyder under Arbets- och näringsministeriets förvaltningsområde .

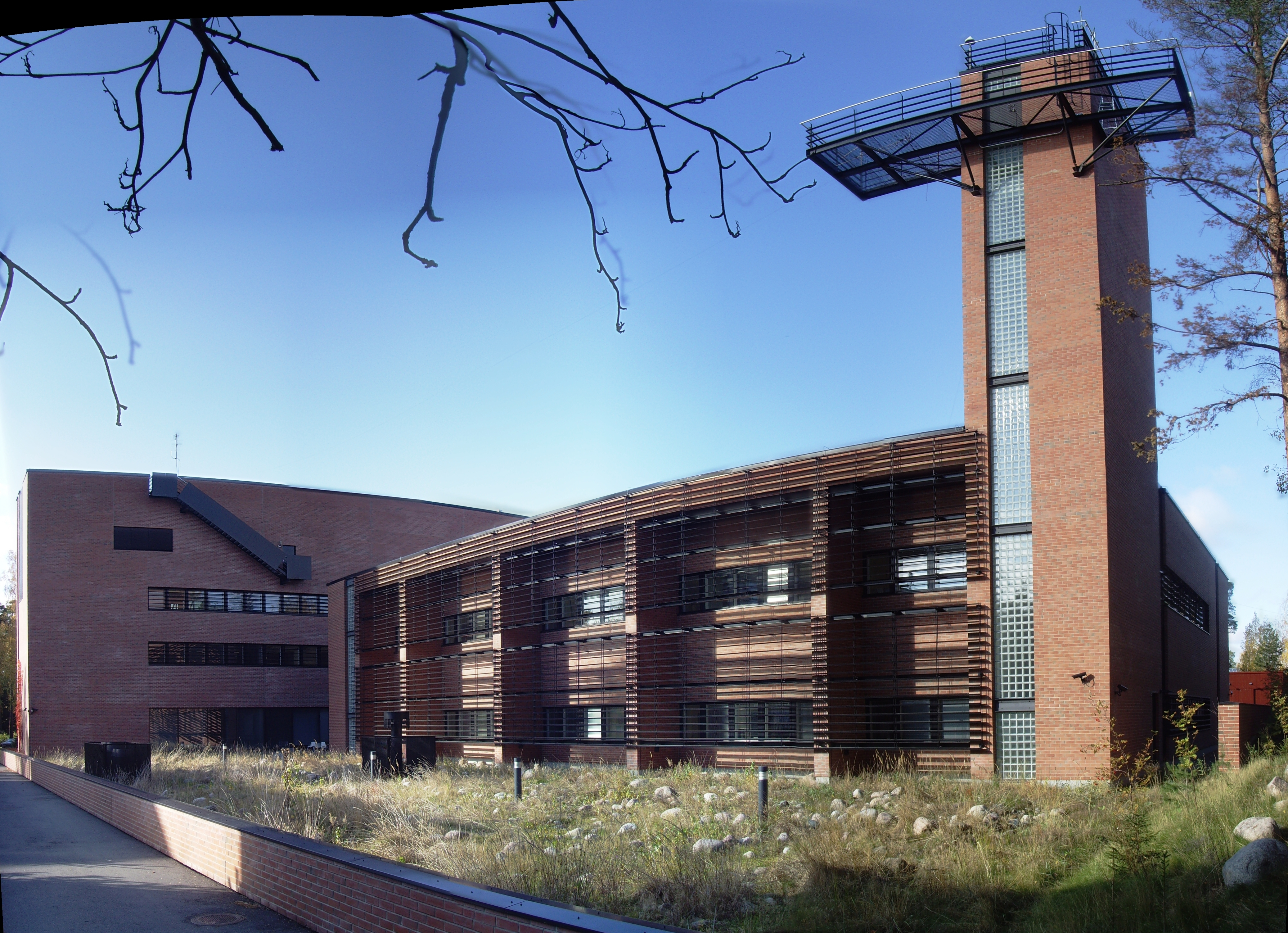
Byggnaden i Otnäs.

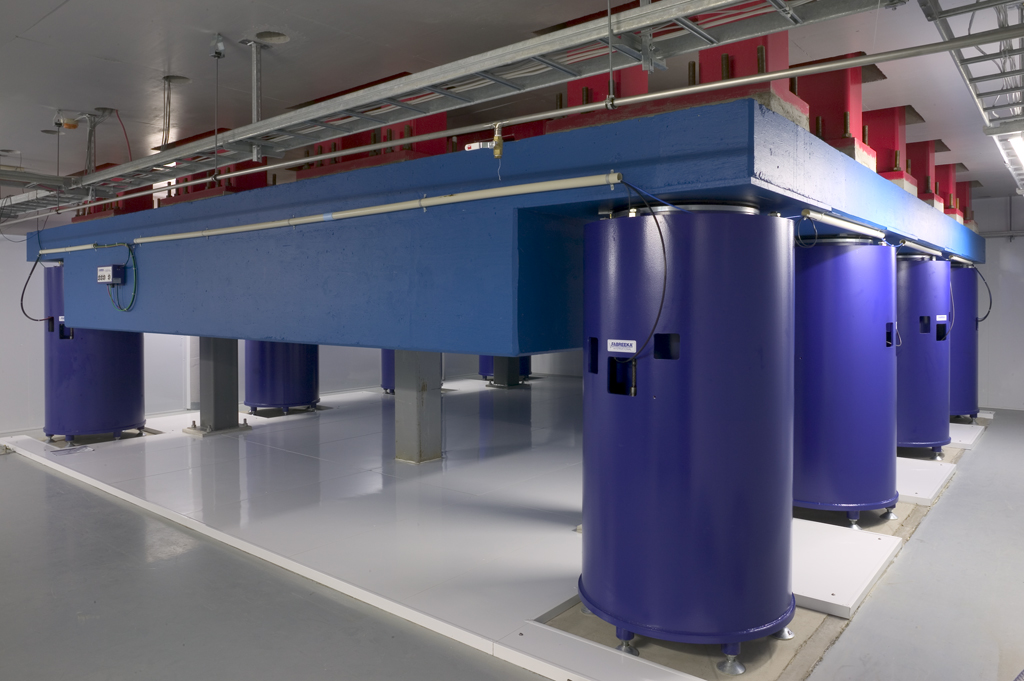
Vibrationsdämpning ett laboratorium. Den blåa betongplattans massa är 140 000 kg.

## Verksamheten 2012
MIKES grundades 1991 och omfattar två näringsgrenar: MIKES-metrologi och Ackrediteringstjänsten FINAS. Personalen uppgår till 80 personer, varav hälften arbetar inom metrologi. Den årliga budgeten är 10 miljoner euro. De fyra grunduppgifterna för MIKES-metrologi är realisering av SI-måttenhetssystemet, att utföra högklassig forskning inom metrologi, att utveckla mätmetoder för industrins och samhällets behov samt att erbjuda kalibrerings-, expert- och skolningstjänster. För den lagstadgade metrologins del samarbetar MIKES med Säkerhets- och kemikalieverket Tukes. Tukes ansvarar för att man inom handeln använder mätinstrument som uppfyller lagens krav för att prissätta produkter. Dessa mätinstrument är till exempel affärsvågar och bränslemätare. År 2005 flyttade MIKES till en ny byggnad, där man i designskedet tagit i beaktande de krav som mätvetenskap ställer i fråga om temperatur, vibrationer och elektriska störningar. Byggnaden finns i Otnäs. MIKES-metrologins verksamhet drivs också i Kajana, där man renoverat UPM:s nerlagda pappersfabrikutrymmen. I Kajana arbetar 7 personer. MIKES har därtill ingått kontrakt med Statens miljöförvaltning (SYKE), Meteorologiska institutet, Strålsäkerhetscentralen STUK, Aalto-universitetet och Geodetiska institutet om att de sköter mätnormalverksamheten inom specialområden.

## Forskning
MIKES strategiska forskningsområden är kvantmetrologi, spektroskopi, nano- och mikrometrologi, miljö och energi. MIKES verkar aktivt inom EU:s europeiska metrologiprogram EMRP (European Metrology Research Programme och i finska forskningsprojekt. Samarbetspartner är europeiska metrologiinstitut, det vetenskapliga samhället i Otnäs och organisationer inom CEMIS-sammangrupperingen i Kajanaområdet.